# فوهة باتومسكي
فوهة باتومسكي هي تل من الحجر الجيري تقع في منطقة بادويبينسكي في منطقة إيركوتسك في جنوب شرق سيبيريا. يبلغ ارتفاعه 40 مترًا ويبلغ قطره 180 مترًا.اكتشفه فريق جيولوجي روسي بقيادة فاديم كولباكوف عام 1949